# Kyle Bennett
Kyle Ray Bennett (Conroe, 25 de septiembre de 1979 – ídem, 14 de octubre de 2012) fue un deportista estadounidense que compitió en ciclismo en la modalidad de BMX. Ganó tres medallas de oro en el Campeonato Mundial de Ciclismo BMX entre los años 2002 y 2007.

## Palmarés internacional
| Campeonato Mundial | Campeonato Mundial | Campeonato Mundial | Campeonato Mundial |
| Año                | Lugar              | Medalla            | Competición        |
| ------------------ | ------------------ | ------------------ | ------------------ |
| 2002               | Paulínia (Brasil)  | Medalla de oro     | Carrera            |
| 2003               | Perth (Australia)  | Medalla de oro     | Carrera            |
| 2007               | Victoria (Canadá)  | Medalla de oro     | Carrera            |